# James Mirrlees
Sir James Alexander Mirrlees FBA (Minnigaff, 5 de juliol de 1936 – Cambridge, 29 d'agost de 2018) va ser un economista i professor universitari escocès guardonat amb el Premi del Banc de Suècia de Ciències Econòmiques l'any 1996.

## Biografia
Va néixer el 5 de juliol de 1936 a la ciutat de Minnigaff, situada al comtat escocès de Wigtownshire. Va estudiar economia a la Universitat d'Edimburg i posteriorment al Trinity College de la Universitat de Cambridge. El 1963 inicià la docència acadèmica a la Universitat de Cambridge, el 1969 es traslladà a la Universitat d'Oxford i el 1995 retornà a Cambridge. Actualment és membre emèrit d'aquesta universitat i col·labora assíduament amb la Universitat de Melbourne (Austràlia).
L'any 1998 fou nomenat Cavaller per part de la reina Elisabet II del Regne Unit.

## Recerca econòmica
Interessat en les situacions en les quals la informació econòmica és asimètrica o incompleta, va aconseguir determinar el grau que han d'afectar l'índex òptim d'estalvi en una economia. Entre altres resultats, van demostrar els principis del "perill moral" i els "impostos de renda òptims", àmpliament discutits amb William Vickrey.
L'any 1996 fou guardonat, juntament amb el mateix Vickrey, amb elPremi del Banc de Suècia de Ciències Econòmiques pels seus estudis de la teoria econòmica dels incentius en condicions d'informació asimètrica.